# کیفش را ببر
کیفش را ببر اثری صوتی از خوانندهٔ پاپ آمریکایی، جنیفر لوپز است که به همراهی رپر کوبایی-آمریکایی، پیتبول در تاریخ ۸ می ۲۰۱۳ پخش شد. این ترانه چهارمین کار مشترک جنیفر لوپز و پیتبول بعد از سه ترانهٔ دیگر به نام‌های: روی زمین، رقص دوباره و نوشیدنی برای تو می‌باشد. این آهنگ توسط شرکت‌های ۲۱۰۱ رکوردز و کاپیتول رکوردز منشتر شد و سبک این آهنگ دنس پاپ و یوروپاپ می‌باشد.